# Schlossberg (Elsass)
Der Schlossberg ist eine Weinlage im Elsass. Seit dem 20. November 1975 ist der Schlossberg Teil der Appellation Alsace Grand Cru und gehört damit zu den 51 potentiell besten Lagen des Elsass. Insgesamt wurden 80,28 Hektar Rebfläche zugelassen; der Schlossberg ist damit die größte Grand-Cru-Lage des Elsass. Namensgebend ist die Burg Kaysersberg. Die Elsässer Weinstraße führt von Sigolsheim kommend links am Schlossberg entlang. Kurz vorher berührt die Route die Lagen Mambourg und Furstentum.

## Lage
Die Lage befindet sich auf dem Gebiet der Gemeinde Kientzheim, zwischen den Orten Kaysersberg und Sigolsheim, nur ca. 7 km nordwestlich von Colmar entfernt. Das Gebiet befindet sich in einer Hügelzone, die den Vogesen vorgelagert ist und vom Bixkœpfel zum Fluss Weiss abfällt. Der Schlossberg liegt in südlicher Exposition auf einer Höhe von 235 bis 430 m ü. NN. Lediglich die östlich gelegenen Teile der Lage sowie die nördlich gelegene Exklave liegen in südöstlicher Ausrichtung. Aufgrund der Steillage ist das Gelände terrassiert. Durch die Hanglage wird die Gefahr von Frostschäden nach dem Austrieb der Reben im Frühjahr minimiert, weil in den Nächten entstehende Kaltluft nicht über den Weinbergen liegen bleibt, sondern zur Ebene hin abgleiten kann. Die Vogesen im Westen bewahren das in seinem Lee gelegene Weinbaugebiet bei Südwest- oder Westwetterlagen vor zu viel Niederschlag. Daraus resultiert eine für die nördliche Lage überdurchschnittlich lange Sonnenscheindauer. Ab Ende August sorgen kühlere Luftmassen aus dem Tal der Weiss für eine langsamere Reifung sowie eine bessere Trocknung der Lage und sorgen damit für eine bessere Ausbildung der Aromen in den Beeren.
Die Lage liegt auf einem Granitsockel, der von aus Grauwacke und Gneis bestehendem Migmatit durchzogen ist. Die Verwitterung dieses Gesteins liefert einen schweren Tonmergelboden. Weiter östlich überwiegen Muschelkalkböden.

## Rebsorten
Die Lage und die Bodenqualität begünstigen den Anbau von Riesling. Prinzipiell dürfen auch die Rebsorten Gewürztraminer, Pinot Gris und Muscat d’Alsace (also Muskat Ottonel und Muscat blanc à petits grains) angepflanzt werden. Diese Sorten werden überwiegend in den weniger günstigen Teilen der Lage angebaut.

## Geschichte
Im 12. Jahrhundert kamen Rebparzellen des Abtei Étival in den Besitz der Burg Kaysersberg. Ab dem 14. Jahrhundert wird der Schlossberg wiederholt in Akten erwähnt.